# Byadagere, Kunigal
Byadagere là một làng thuộc tehsil Kunigal, huyện Tumkur, bang Karnataka, Ấn Độ.